# Carnisselande
Carnisselande is een stadsdeel in de gemeente Barendrecht, in de Nederlandse provincie Zuid-Holland. Het bestaat uit een woonwijk van circa 7500 woningen en ruim 14.000 inwoners. Het is gebouwd om de oude buurtschap Carnisse. Hoewel het onder de gemeente Barendrecht valt, voelen veel inwoners zich meer geassocieerd met het naburige Rotterdam. De meeste inwoners zijn van oorsprong ook Rotterdammers.
Carnisselande ligt ten westen van de A29, ten zuiden van de A15 en ten noorden van de Oude Maas. Het stadsdeel gaat in westelijke richting door tot en met de voormalige dorpskern Smitshoek en grenst aan de Carnisse Grienden. Westelijk ligt Portland, de uitbreidingswijk van Albrandswaard, met 2.500 woningen. Tegen de A29 ligt het bedrijventerrein Vaanpark, met daarin de Barendrechtse vestiging van IKEA.
Carnisselande is vernoemd naar de voormalige buurtschap Carnisse, die ongeveer vijf kilometer ten westen van de hoofdplaats Barendrecht lag.
De bouw van deze Vinex-wijk is in 1997 begonnen, tegelijk met Portland en Vaanpark. De wijk krijgt veel waardering door zijn grote variatie in architectuur en stedenbouw. De Jan Gerritse Heuvel, Gaatkensbult geheten, is een uitzichtpunt, prominent aanwezig aan de zuidkant van deze wijk. Het biedt uitzicht tot aan de skyline van Rotterdam en het Botlekgebied, en naar het zuiden over de Oude Maas en de Hoeksche Waard. Een deel van de heuvel bestaat uit grond, die overgebleven is bij de aanleg van de nabijgelegen Gaatkens Plas. De Gaatkensplas kwam in juli 2006 in landelijk nieuws door massale vissterfte.
Sinds 25 oktober 2004 rijdt RET Lijn 25 vanaf Schiebroek in Rotterdam-Noord naar het nieuwe winkelcentrum Carnisse Veste. Op 6 januari 2025 werd lijn 25 vernummerd tot Lijn 5.

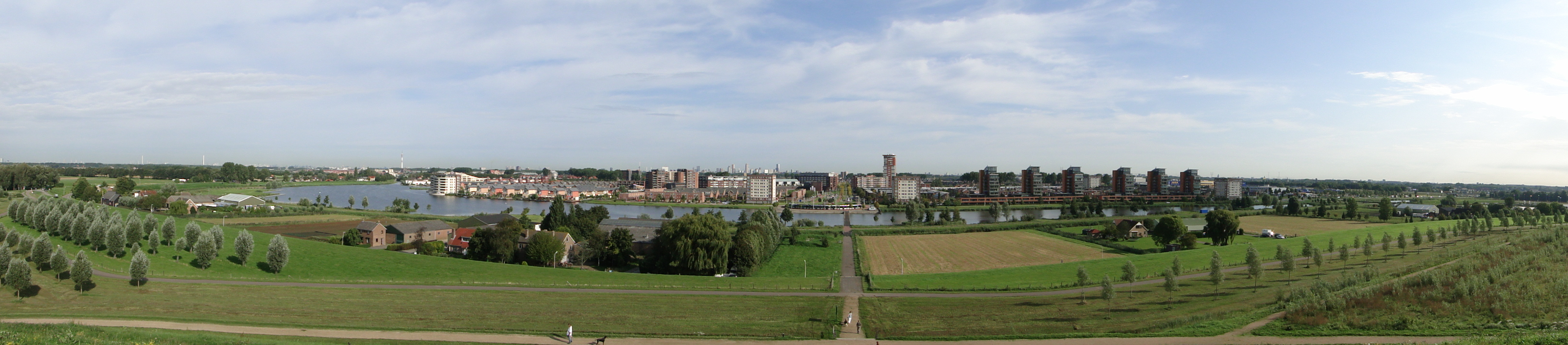
Gezicht op Carnisselande vanaf de Koedood

## Het wonder van Carnisse, een film over Carnisselande
De gemeente Barendrecht heeft opdracht gegeven om de verandering van polder naar nieuwbouwwijk op film vast te leggen in een driedelige kroniek. Deel één, de documentaire 'Woonwijk in de polder' werd gemaakt bij aanvang van de bouw door filmmaker Gilles Frenken. In 2003 was de bouw van Carnisselande halverwege. In opdracht van de gemeente Barendrecht maakte Sjaak Langenberg samen met Gilles Frenken deel twee van de kroniek, een surrealistische documentaire getiteld 'Het wonder van Carnisse'. Om tegenwicht te bieden aan de klagende bewoners voerden zij de blinde schrijver en cabaretier Vincent Bijlo op in de film als bekende inwoner van Carnisselande. De film 'Het wonder van Carnisse' (42 minuten) ging op 16 december 2003 in première in Theater Het kruispunt in Barendrecht. De soundtrack van Het wonder van Carnisse werd in een speciale radiobewerking op 29 mei 2005 om 21.00 uitgezonden in Het Radioatelier op Radio 1 (Humanistische Omroep/NPS/Publieke omroep).